# Omelnyk (Kremenchuk)
Omelnyk (ucraniano: Омельни́к) es un municipio rural y pueblo de Ucrania perteneciente al raión de Kremenchuk de la óblast de Poltava.
En 2020, el municipio tenía una población de cinco mil habitantes, de los que algo menos de dos mil vivían en el propio pueblo de Omelnyk y el resto repartidos en diecinueve pedanías. El municipio se creó en 2015 mediante la fusión de los consejos rurales de Omelnyk, Demýdivka, Zapsilia y Rokytne. Además de estos cuatro pueblos, pertenecen al actual municipio otros dieciséis: Hunky, Kovalí, Naidénivka, Radóchyny, Shcherbuji, Yarémivka, Kramárenki, Stepivka, Varakuty, Lytvynenky, Pustovity, Fedórenki, Onýshchenky, Pyatyjatky, Romanký y Shcherbaký.
Se ubica unos 20 km al norte-noreste de la capital distrital Kremenchuk, junto a la confluencia de los ríos Omélnyk y Psel.

## Historia
Se conoce la existencia del asentamiento en documentos desde la década de 1630, y en su origen era un miasteczko fortificado. En 1648, durante la rebelión de Jmelnitski, Omelnyk pasó a ser la sede de una sotnia en el regimiento cosaco de Chyhyrýn. Tras el tratado de Andrúsovo de 1667, se integró en las tierras bajo control de Petró Doroshenko. Luego de la rendición de Doroshenko en 1676, pasó a formar parte del regimiento de Mýrhorod durante un siglo. En el Imperio ruso se integró en el uyezd de Kremenchuk de la gobernación de Poltava, dentro del cual llegó a ser sede de su propia vólost en torno al año 1900. Posteriormente, la RSS de Ucrania rebajó su estatus de miasteczko a pueblo. Antes de que se formase el actual municipio en 2015, Omelnyk era sede de un consejo rural, que únicamente incluía como pedanías a Varakuty, Lytvynenky, Pustovity y Fedórenki.